# چارلز کودی
چارلز کودی (انگلیسی: Charles Coody؛ زادهٔ ۱۳ ژوئیهٔ ۱۹۳۷) یک گلف‌باز است.